# Maria Zofia Bawarska
Maria Zofia Bawarska (niem. Marie Sophie Amalie; ur. 4 października 1841 w Zamku Possenhofen w Pöcking, zm. 19 stycznia 1925 w Monachium), zwana Madi – królowa Obojga Sycylii w latach 1859–1861 jako żona Franciszka II Burbona. Była córką księcia Bawarii, Maksymiliana Bawarskiego, oraz jego żony, Ludwiki Wilhelminy Wittelsbach.

## Życiorys
Urodziła się 4 października 1841 w Zamku Possenhofen w Pöcking. Była córką księcia w Bawarii, Maksymiliana Bawarskiego, oraz jego żony, Ludwiki Wilhelminy Wittelsbach. Jej ojciec wywodził się z młodszej linii książęcej Wittelsbachów, był księciem Bawarii i dopiero w 1845 otrzymał tytuł Jego Królewskiej Wysokości. Jej matka była córką króla Bawarii, Maksymiliana I. Małżonkowie nie darzyli się miłością. Dla Maksymiliana małżeństwo z Ludwiką było związkiem z rozsądku, dlatego dopuszczał się licznych zdrad. Miał dwie nieślubne córki, z którymi jadał śniadania w swych apartamentach. Miał także niecodzienne pomysły. W pałacu Wittelsbachów kazał wybudować cyrk, w którym występował jako klaun. Lubił grać na instrumentach, szczególnie na cytrze. Zagrał nawet na szczycie piramidy Cheopsa podczas jednej z podróży na Bliski Wschód. Na zamku w Possenhofen organizował spotkania poświęcone muzyce i literaturze, na których dyskutowano i śpiewano. Pasją Ludwiki było natomiast kolekcjonowanie zegarów i geografia. Rodzice nowo narodzonej księżniczki stanowili więc parę bardzo niedobraną.

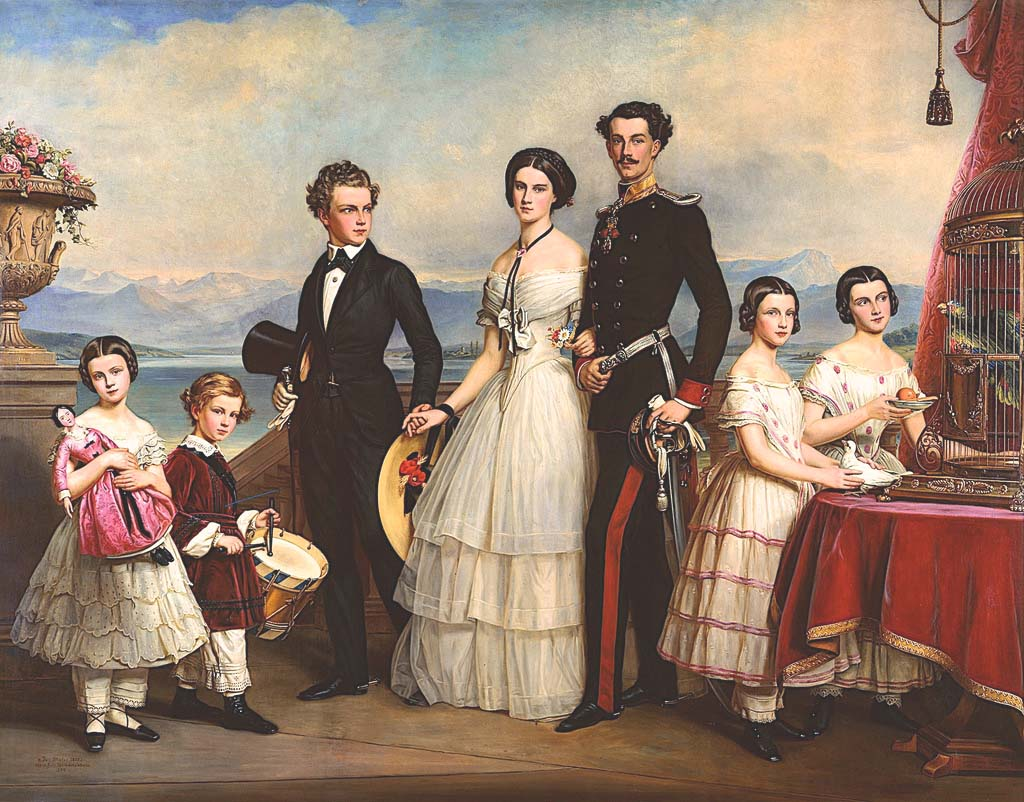
Od lewej: Zofia, Maksymilian Emanuel, Karol Teodor, Helena, Ludwik Wilhelm, Matylda i Maria Zofia.

W gronie najbliższych dziewczynka nazywana była „Madi”. Jej dzieciństwo można określić jako beztroskie. Większość czasu spędziła w zamku Possenhofen nad jeziorem Starnberg. Otoczenie, w jakim dorastała, sprzyjało wędkowaniu, spacerom po lesie i polowaniom, a także innym aktywnościom na dworze. Podobnie jak bracia i siostry, nie odebrała wykształcenia odpowiedniego jak na jej status. 
Gdy miała 11 lat, jej starsza siostra, Elżbieta, zwana w rodzinie „Sisi”, zaręczyła się z cesarzem austriackim, Franciszkiem Józefem I, którego poślubiła w 1854.  
Cztery lata później, w 1858 Marię zaręczono z Franciszkiem Burbonem. Przed zawarciem małżeństwa próbowano nadrobić braki w odpowiednim wykształceniu dziewczyny, w wyniku czego Maria odbyła lekcje etykiety dworskiej i języka włoskiego. Oprócz tego, dziewczynę poddano lekarskiej kuracji pijawkami i gorącymi kąpielami – w ten sposób próbowano wywołać pierwszą miesiączkę. 
Ślub per procura odbył się 8 stycznia 1859 w Monachium. Niedługo później Maria wyruszyła do swojej nowej ojczyzny. Po przybyciu do Włoch odbyła się powtórna uroczystość zaślubin. Następnie parę pozostawiano w komnacie, aby spędziła ze sobą noc poślubną. Ostatecznie do skonsumowania małżeństwa nie doszło. Wychowany w kulcie pobożności, a także cierpiący na stulejkę Franciszek niemal całą noc spędził na modlitwie, natomiast przytłoczona nową sytuacją Maria – płakała. 
Zaledwie cztery miesiące po przybyciu Marii do nowej ojczyzny, 22 maja 1859 zmarł jej teść, król Ferdynand II. Jej mąż, Franciszek, stał się władcą Królestwa Obojga Sycylii, ona natomiast zyskała tytuł królowej. Sytuacja nowego króla nie była jednak łatwa. Maria szybko zrozumiała, że macocha jej męża, królowa-wdowa Maria Teresa liczy na pozbawienie Franciszka tronu, aby władcą Obojga Sycylii mógł zostać któryś z jej synów. Młoda królowa próbowała przekonać męża, aby nie ufał bezgranicznie macosze, ale Franciszek nie chciał słuchać w tym względzie żony. Podczas jednej z ich rozmów, gdy Maria podtrzymywała swoje zarzuty względem Marii Teresy, Franciszek miał krzyknąć: „Ona jest żoną mojego ojca!”. 
Niedługo później sytuacja młodego władcy zaczęła być dramatyczna. Latem 1860 oddziały włoskiego rewolucjonisty, walczącego o zjednoczenie Włoch, Giuseppe Garibaldiego podbiły Sycylię. Królowa Maria zaczęła wówczas pisać błagalne listy do swojej starszej siostry, cesarzowej Austrii, Elżbiety, w których prosiła ją o udzielenie pomocy jej oraz jej mężowi. Cesarzowa próbowała przekonać męża, aby interweniował. Ani Franciszek Józef I, ani arcyksiężna Zofia, jego biegła w polityce matka, nie przychylili się prośbom młodej Elżbiety i postanowili nie udzielić Marii i Franciszkowi pomocy – ani zarówno militarnej, ani finansowej. Niedługo później, w 1861 r. Królestwo Obojga Sycylii zostało włączone do Królestwa Włoch, w wyniku czego Maria utraciła swój królewski tytuł. 
24 grudnia 1869 urodziła córkę Krystynę Burbon Sycylijską, która zmarła 28 marca 1870. 
Zmarła 19 stycznia 1925 i została pochowana w kościele Santa Chiara w Neapolu.

## Genealogia
| Prapradziadkowie              | Jan Wittelsbach (Pfalz-Gelnhausen) (1698-1780) ∞1743 Zofia Charlotta Salm-Dhaun (1719-1770)                 | Fryderyk Michał Wittelsbach (Pfalz-Birkenfeld) (1724-1767) ∞1746 Maria Franciszka Wittelsbach (Pfalz-Sulzbach) (1724-1794) | Karol Arenberg ∞ Luiza Małgorzata de la Marck-Schleiden                                                     | Ludwik Józef de Maill ∞ Adelajda Julia d’Hautefort                                                          | Christian III Wittelsbach (Pfalz-Zweibrücken) (1674-1735) ∞1719 Karolina Nassau-Saarbrücken (1704–1774)                    | Józef Karol Wittelsbach (Pfalz-Sulzbach) (1694-1729) ∞1717 Elżbieta Augusta Wittelsbach (1693-1728)                        | wielki książę Badenii Karol Fryderyk Badeński (1728-1811) ∞1751 Karoline Luise Hessen-Darmstadt(1723-1783)  | landgraf Hesji-Darmstadt Ludwik IX (1719-1790) 1741 Karolina Wittelsbach (Pfalz-Zweibrücken)                |
| Pradziadkowie                 | książę w Bawarii Wilhelm Wittelsbach (1752-1837) ∞1780 Anna Maria Wittelsbach (1753-1824)                   | książę w Bawarii Wilhelm Wittelsbach (1752-1837) ∞1780 Anna Maria Wittelsbach (1753-1824)                                  | Ludwik Maria Arenberg (1757-1795) ∞ Anna de Mailly-Nesle (1766-1789)                                        | Ludwik Maria Arenberg (1757-1795) ∞ Anna de Mailly-Nesle (1766-1789)                                        | Fryderyk Michał Wittelsbach (Pfalz-Birkenfeld) (1724-1767) ∞1746 Maria Franciszka Wittelsbach (Pfalz-Sulzbach) (1724-1794) | Fryderyk Michał Wittelsbach (Pfalz-Birkenfeld) (1724-1767) ∞1746 Maria Franciszka Wittelsbach (Pfalz-Sulzbach) (1724-1794) | Karol Ludwik Badeński (1755-1801) ∞1775 Amalia Fryderyka Hessen-Darmstadt (1754-1832)                       | Karol Ludwik Badeński (1755-1801) ∞1775 Amalia Fryderyka Hessen-Darmstadt (1754-1832)                       |
| Dziadkowie                    | książę w Bawarii Pius Wittelsbach (1786-1837) ∞1807 Amalia Luiza Arenberg (1789-1823)                       | książę w Bawarii Pius Wittelsbach (1786-1837) ∞1807 Amalia Luiza Arenberg (1789-1823)                                      | książę w Bawarii Pius Wittelsbach (1786-1837) ∞1807 Amalia Luiza Arenberg (1789-1823)                       | książę w Bawarii Pius Wittelsbach (1786-1837) ∞1807 Amalia Luiza Arenberg (1789-1823)                       | król Bawarii Maksymilian I Józef Wittelsbach (1756-1825) ∞1797 Karolina Fryderyka Badeńska (1776-1841)                     | król Bawarii Maksymilian I Józef Wittelsbach (1756-1825) ∞1797 Karolina Fryderyka Badeńska (1776-1841)                     | król Bawarii Maksymilian I Józef Wittelsbach (1756-1825) ∞1797 Karolina Fryderyka Badeńska (1776-1841)      | król Bawarii Maksymilian I Józef Wittelsbach (1756-1825) ∞1797 Karolina Fryderyka Badeńska (1776-1841)      |
| Rodzice                       | książę w Bawarii Maksymilian Józef Wittelsbach (1808-1888) ∞1828 Ludwika Wilhelmina Wittelsbach (1808-1892) | książę w Bawarii Maksymilian Józef Wittelsbach (1808-1888) ∞1828 Ludwika Wilhelmina Wittelsbach (1808-1892)                | książę w Bawarii Maksymilian Józef Wittelsbach (1808-1888) ∞1828 Ludwika Wilhelmina Wittelsbach (1808-1892) | książę w Bawarii Maksymilian Józef Wittelsbach (1808-1888) ∞1828 Ludwika Wilhelmina Wittelsbach (1808-1892) | książę w Bawarii Maksymilian Józef Wittelsbach (1808-1888) ∞1828 Ludwika Wilhelmina Wittelsbach (1808-1892)                | książę w Bawarii Maksymilian Józef Wittelsbach (1808-1888) ∞1828 Ludwika Wilhelmina Wittelsbach (1808-1892)                | książę w Bawarii Maksymilian Józef Wittelsbach (1808-1888) ∞1828 Ludwika Wilhelmina Wittelsbach (1808-1892) | książę w Bawarii Maksymilian Józef Wittelsbach (1808-1888) ∞1828 Ludwika Wilhelmina Wittelsbach (1808-1892) |
| Maria Wittelsbach (1841-1925) | | | | | | | | |